# コムスコア
コムスコア（英: comScore, Inc.）は、アメリカ合衆国のインターネット視聴率や映画興行収入の測定及びデジタル市場分析を行う会社。本社はバージニア州レストンに置かれている。世界43カ国でサービスを提供している。
日本はcomScore, Inc.の日本法人であるコムスコア・ジャパン株式会社が運営している。

## 概要
コムスコアでは、デジタル、TV、OTT、映画館の視聴データなどの測定及び市場分析を行っている。
映画館の視聴データは、北米全体の99％のスクリーンと、全世界の95％で興行収入を測定している。データは、映画館チェーンや映画スタジオ、業界関係者のほかにテレビ、ラジオ、新聞、雑誌などの様々なメディアに提供している。自社でも過去に調査した結果をデータベースとして蓄積している。また、収集したデータを基に北米と世界の映画の週末興行ランキングを発表している。

## 沿革
- 1999年
  - 8月にバージニア州レストンの地で、マギド・エイブラハムとジャン・フルゴーニが共同で設立し創業された。

- 2007年
  - 3月30日にはNASDAQで株式を公開。ティッカーシンボルは「SCOR」